# Зеленцино (Конаковський район)
Зеленцино (рос. Зеленцино) — присілок в Конаковському районі Тверської області Російської Федерації.
Населення становить 1 особу. Входить до складу муніципального утворення Козловське сільське поселення.

## Історія
Від 2005 року входить до складу муніципального утворення Козловське сільське поселення.

## Населення
| 2008 | 2010 |
| ---- | ---- |
| 3    | ↘1   |